# 左门乡
左门乡，是中华人民共和国云南省楚雄彝族自治州姚安县下辖的一个乡镇级行政单位。

## 行政区划
左门乡下辖以下地区：
左门村、地索村、哔叭村、苤拉村和仰拉村。